# ساليسانو
ساليسانو ( بلهجة السابينو: ساريسيانو) هي كومونا (بلدية) في مقاطعة رييتي التي تقع في إقليم مدينة لاتيوم الإيطالية، وتقع على بعد نحو 45 كيلومتر (28 ميل) شمال شرق العاصمة روما وعن مقاطعة رييتي قرابة 20 كيلومتر(12ميل) جنوب غرب المقاطعة.

## روابط خارجية
- Official website